# شلکانوو
شلکانوو (به لاتین: Shelkanovo) یک منطقهٔ مسکونی در روسیه است که در باشقیرستان واقع شده‌است.